# San Isidro del Refugio
San Isidro del Refugio är en ort i Mexiko.   Den ligger i kommunen Celaya och delstaten Guanajuato, i den centrala delen av landet, 210 km nordväst om huvudstaden Mexico City. San Isidro del Refugio ligger 1 758 meter över havet och antalet invånare är 295.
Terrängen runt San Isidro del Refugio är kuperad söderut, men norrut är den platt. Runt San Isidro del Refugio är det tätbefolkat, med 849 invånare per kvadratkilometer. Närmaste större samhälle är Celaya, 8,7 km norr om San Isidro del Refugio. Trakten runt San Isidro del Refugio består till största delen av jordbruksmark.